# Cilinder (document)

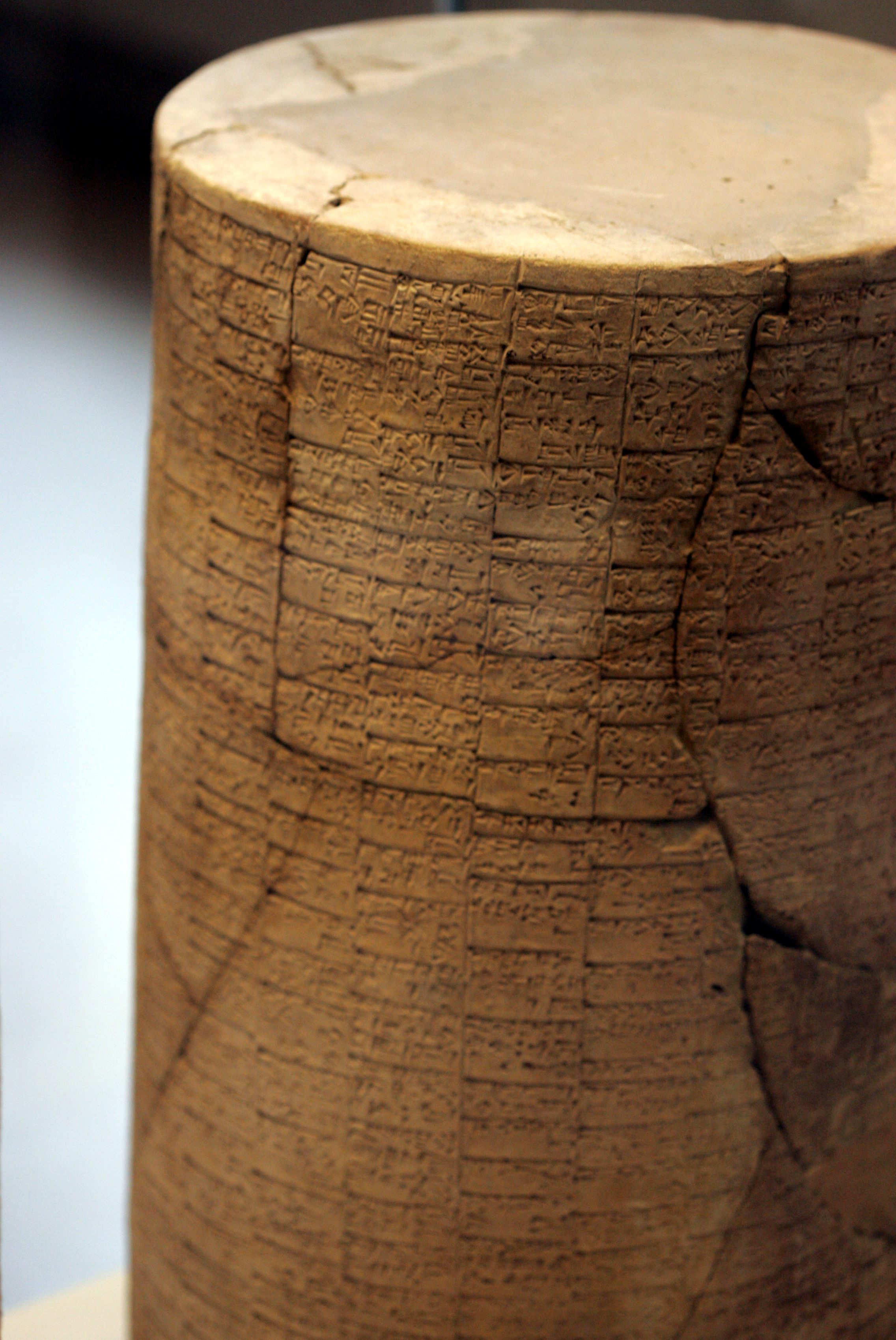
Een van de twee cilinders die over de bouw van de tempel van Ninurta verhalen; Girsu, rond 2120 v.Chr.; gemaakt van terracotta

Een cilinder, zoals een kleicilinder, is een (meestal rolvormig) voorwerp waarin een inscriptie is aangebracht en dat als informatiemedium gebruikt werd.
In het Mesopotamië van de oudheid was het een gebruikelijke manier om officiële documenten (zoals een decreet van een vorst) te maken door op een kleicilinder een inscriptie - in spijkerschrift - te maken terwijl de klei nog nat was en daarna hard te bakken.
Een voorbeeld hiervan is de Cyruscilinder.